# Erasmus a spol.
Erasmus a spol. (v originále L'Auberge espagnole) je francouzsko-španělský hraný film z roku 2002, který režíroval Cédric Klapisch podle vlastního scénáře. Snímek měl světovou premiéru na filmovém festivalu v Cannes dne 17. května 2002.

## Děj
Xavier je student ekonomie, ale sní o tom, že bude spisovatelem. Tento sen však zůstává nenaplněn, protože Xavier má zajištěnou práci na ministerstvu financí. Jean-Charles Perrin, přítel jeho otce, mu ale poradí, aby si dojednal stáž v zahraničí. Xavier proto odjíždí žít na rok do Barcelony prostřednictvím programu Erasmus, a to i přes nelibost své přítelkyně Martine.
V Barceloně získá pokoj ve společném bytě, kde bydlí další studenti: Angličanka Wendy, Ital Alessandro, Španěl Soledad, Dán Lars, Němec Tobias. Po změně prostředí, kulturním šoku, jazykovými potížemi (výuka probíhá v katalánštině, zatímco Francouzi se ve škole učí kastilskou španělštinu), se Xavier postupně integruje a užívá si studentského života. Později mu ale Martine telefonicky oznámí, že se s ním rozchází.
Po konci školního roku se Xavier vrací do Paříže. Získá práci na ministerstvu financí, ale od prvního dne v práci si uvědomuje, jak daleko je tento svět od toho, ve kterém žil v Barceloně. Uteče z ministerstva a rozhodne se začít psát.

## Obsazení
| Romain Duris        | Xavier Rousseau                 |
| Judith Godrèche     | Anne-Sophie                     |
| Audrey Tautou       | Martine                         |
| Cécile de France    | Isabelle                        |
| Kelly Reillyová     | Wendy                           |
| Cristina Brondo     | Soledad                         |
| Federico D'Anna     | Alessandro                      |
| Barnaby Metschurat  | Tobias                          |
| Christian Pagh      | Lars                            |
| Mira Wanting        | Mira                            |
| Kevin Bishop        | William                         |
| Xavier de Guillebon | Jean-Michel                     |
| Wladimir Yordanoff  | Jean-Charles Perrin             |
| Irene Montalà       | Neus                            |
| Pere Sagristà       | profesor ekonomie na univerzitě |
| Javier Coromina     | Juan                            |
| Iddo Goldberg       | Alistair                        |
| Martine Demaret     | Xavierova matka                 |
| Olivier Raynal      | Bruce                           |
| Paulina Galvez      | učitelka flamenca               |
| Jacno               | Xavierův otec                   |
| Cédric Klapisch     | profesor na univerzitě          |
| Zinedine Soualem    | majitel baru                    |

## Ocenění
- Mezinárodní filmový festival Karlovy Vary: Cena diváků pro Cédrica Klapische; nominace na Křišťálový glóbus
- César: nejslibnější herečka (Cécile de France); nominace v kategoriích nejlepší film, nejlepší režie (Cédric Klapisch), nejlepší herečka ve vedlejší roli (Judith Godrèche), nejlepší původní scénář nebo adaptace (Cédric Klapisch), nejlepší střih (Francine Sandberg)
- Étoile d'or du cinéma français: nejslibnější herečka (Cécile de France)
- Filmový festival v Sydney: Cena diváků za nejlepší hraný film, Cena UIP pro Cédrica Klapische
- Mezinárodní filmový festival v Brisbane: Cena diváků
- Ceny Lumières: nejlepší scénář (Cédric Klapisch, nejslibnější herečka (Cécile de France)
- Mezinárodní filmový festival v Gijónu: nominace na nejlepší film
- Evropské filmové ceny: nominace v kategorii nejlepší evropský režisér (Cédric Klapisch)